# Malassezia

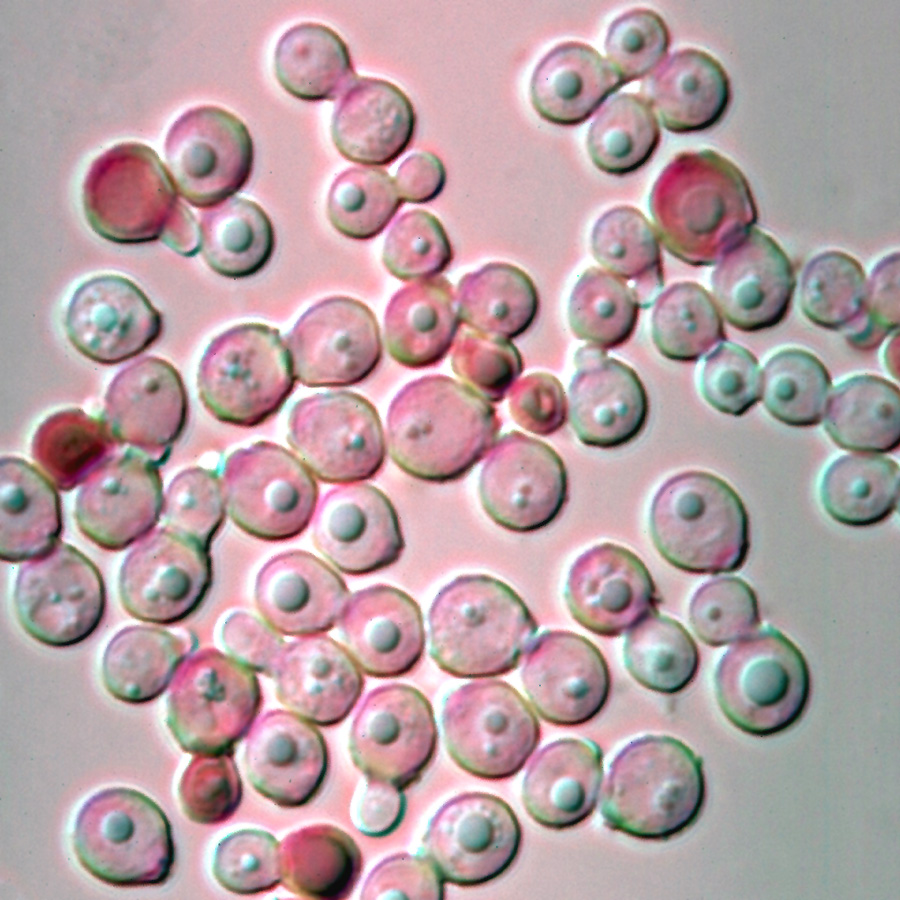
Malassezia globosa

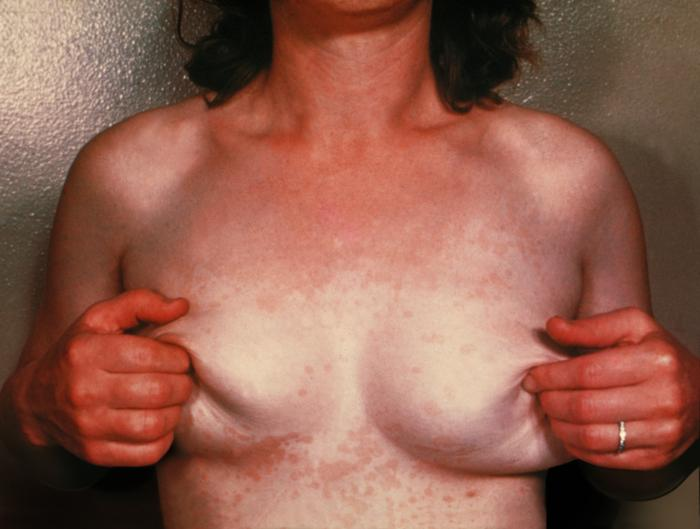
Choroba skóry wywołana przez Malassezia furfur

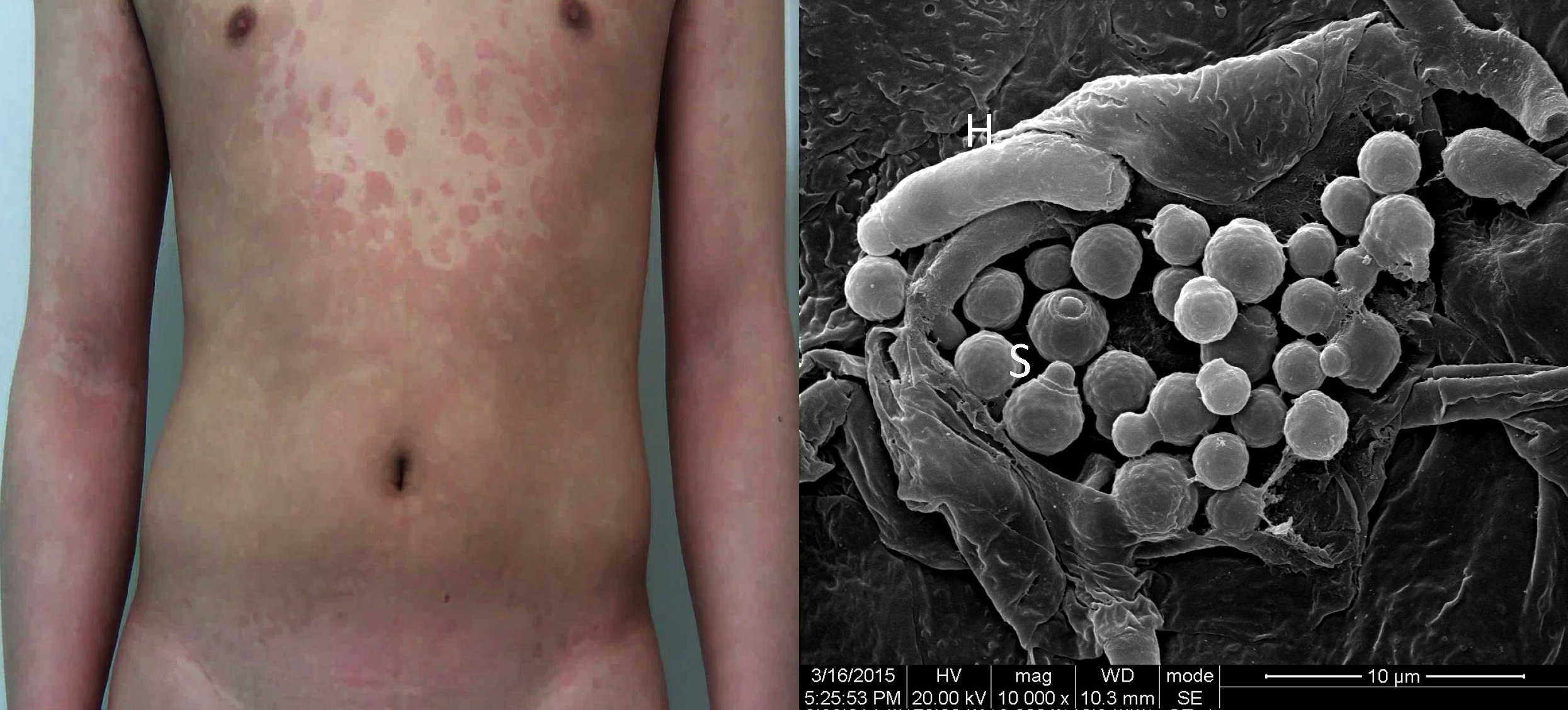
Choroba skóry wywołana przez Malassezia sp. i zarodniki Malassezia sp.

Malassezia Baill. – rodzaj grzybów należący do monotypowego rzędu Malasseziales w typie podstawczaków. Wchodzą w skład normalnej mykobioty skóry niektórych ssaków (w tym ludzi), w pewnych okolicznościach jednak stają się grzybami chorobotwórczymi.

## Charakterystyka
Grzyby z rodzaju Malassezia to organizmy dymorficzne mogące w warunkach naturalnych występujące w formie drożdżowej lub strzępkowej. W warunkach in vitro dominującą formą jest postać drożdżowa. Hodowla w laboratorium wymaga spełnienia specyficznych warunków. Udaje się tylko na określonych podłożach stymulujących tworzenie grzybni przez. Najczęściej wymienianymi suplementami podłoży są glicyny, cholesterol i estry cholesterolu. Znane są tylko postacie bezpłciowe (anamorfy). Rozmnażanie bezpłciowe zachodzi przez pączkowanie drożdżowej komórki macierzystej. Zidentyfikowano na chromosomach region odpowiadający locus typu kojarzenia, co sugeruje, że u niektórych gatunków może występować rozmnażanie płciowe, jak dotąd jednak nie udało się go zaobserwować.
Inną charakterystyczną cechą grzybów z rodzaju Malassezia jest unikalna w królestwie grzybów budowa ściany komórkowej. Jest ona znacznie grubsza (ma około 0,12 μm) niż w przypadku innych drożdży i zawiera znacząco więcej substancji tłuszczowych. Składa się z dwóch warstw tworzących zewnętrzną powłokę o budowie lamelarnej, oraz właściwej ściany komórkowej. Błona cytoplazmatyczna tych grzybów tworzy charakterystyczną, pofałdowaną teksturę, wyraźnie widoczną pod mikroskopem elektronowym. Głównymi składnikami ściany komórkowej Malassezia są wielocukry (około 70% zawartości), tłuszcze (15–20%) i białka (10%). Duża zawartość substancji tłuszczowych prawdopodobnie powoduje dużą odporność tych grzybów na warunki zewnętrzne i jest istotnym czynnikiem ich wirulencji. Tłuszcze te ułatwiają adhezję grzyba do komórek gospodarza, utrudniają fagocytozę patogenu i hamuje odpowiedź zapalną.
Genomy grzybów Malassezia liczą zaledwie od 6,4 do 14 Mpz, co jest najmniejszą spotykaną liczbą u grzybów wolno żyjących. Analizy genetyczne wskazują, że genomy drożdży Malassezia mają pewne wspólne cechy wyjątkowe:
- niską zdolność do degradacji węglowodanów dzięki redukcji genów kodujących hydrolazę glikozylową,
- zależność wzrostu od lipidów spowodowaną brakiem genu syntazy kwasów tłuszczowych
- jednoczesną ekspansję enzymów hydrolizujących lipidy, które umożliwiają im pobieranie i wykorzystywanie kwasów tłuszczowych ze skóry lub powierzchni śluzówki żywicieli[3].

W genomach Malassazia występują unikalne geny o nieznanej funkcji. Dość dobrze poznano metabolizm lipidów przez gatunki Malassazia, metabolizm pozostałych substancji jest jeszcze słabo zbadany. Wiemy, że nie mają zdolności syntezy kwasu mirystynowego, wskutek czego muszą lipidy pobierać ze środowiska zewnętrznego. Między poszczególnymi gatunkami występują różnice w tej zależności od lipidów i wykorzystano to do specyficznych testów identyfikacji gatunków.
Większości gatunkom Malassezia brak zdolności do rozkładu węglowodanów, opierają się bowiem głównie na rozkładzie lipidów. W laboratoryjnych hodowlach M. pachydermatis stwierdzono jednak, że ma on zdolność wykorzystywania jako źródeł węgla mannitolu, sorbitolu i glicerolu. Jako źródło siarki grzyby Malassezia. wykorzystują najczęściej metioninę, rzadziej cystynę i cysteinę, natomiast źródłem azotu mogą być związki organiczne (aminokwasy), jak i nieorganiczne – z wyjątkiem azotanu potasu. Charakterystyczną cechą metabolizmu Malassezia jest wytwarzanie licznych zewnątrzkomórkowych enzymów hydrolitycznych.

## Chorobotwórczość
Niektóre gatunki z rodzaju Malassazia jako komensale naturalnie występują na powierzchni skóry ludzi i niektórych innych ssaków w postaci drożdżowej. Zazwyczaj stanowią naturalną część mikroflory ludzkiej skóry. W pewnych warunkach jednak mogą wywoływać schorzenia, głównie skóry, przez co zalicza się je do oportunistycznych mykopatogenów powodujących dermatozy.
Wskutek niezbadanych dotąd zmian molekularnych niektóre gatunki Malassezia mogą przejść z nieszkodliwej postaci drożdżowej do strzępkowej. Może to prowadzić do ich niekontrolowanego rozmnażania się i zaburzenia równowagi flory bakteryjnej skóry. Wywołuje to różnego rodzaju schorzenia dermatologiczne, zwłaszcza łojotokowe zapalenie skóry i łupież pstry, ponadto łupież, zapalenie mieszków włosowych, zapalenie płuc związane z cewnikowaniem u pacjentów otrzymujących przeszczepy układu krwiotwórczego oraz atopowe zapalenie skóry.

## Systematyka
Pozycja w klasyfikacji według Index Fungorum
Malasseziaceae, Malasseziales, Incertae sedis, Malasseziomycetes, Ustilaginomycotina, Basidiomycota, Fungi.
Uwagi taksonomiczne
Rodzaj Malassezia został wyodrębniony przez Henri Baillona w 1889 r., gdzie zawarł w nim wcześniej opisany gatunek Microsporum furfur. Nazwa rodzajowa została nadana na cześć francuskiego anatoma i histologa Louisa-Charles’a Malassez’a. W 1904 r. Raymond Sabouraud utworzył nowy rodzaj Pityrosporum, ale obecnie jest on synonimem rodzaju Malassezia.
Gatunki
W 2003 roku do rodzaju Malassezia zaliczono 22 gatunki::
- Malassezia arunalokei Honnavar, Rudramurthy & G.S. Prasad 2016
- Malassezia brasiliensis F.J. Cabañes, S.D.A. Cout., Bragulat & G. Castellá 2016
- Malassezia caprae J. Cabañes & Boekhout 2007
- Malassezia cuniculi J. Cabañes & G. Castellá 2011
- Malassezia dermatis Sugita et al. 2002
- Malassezia furfur (C.P. Robin) Baill. 1889
- Malassezia equi Nell, S.A. James, C.J. Bond, B. Hunt & Herrtage 2002
- Malassezia equina J. Cabañes & Boekhout 2007
- Malassezia globosa(inne języki) Midgley et al. 1996
- Malassezia japonica(inne języki) Sugita, M. Takash., M. Kodama, Tsuboi & A. Nishikawa 2003
- Malassezia nana(inne języki) Hirai 2004
- Malassezia muris (Gluge & d’Ukedem ex Guég.) Escomel 1924
- Malassezia obtusa(inne języki) Midgley, J. Guillot & E. Guého 1996
- Malassezia ochoterenai Maecke 1941
- Malassezia pachydermatis(inne języki) (Weidman) C.W. Dodge 1935
- Malassezia psittaci F.J. Cabañes, S.D.A. Cout., Bragulat & G. Castellá 2016
- Malassezia restricta E. Guého et al. 1996
- Malassezia slooffiae(inne języki) J. Guillot et al. 1996
- Malassezia sympodialis(inne języki) R.B. Simmons & E. Guého 1990
- Malassezia tropica (Castell.) Schmitter 1923
- Malassezia vespertilionis J.M. Lorch & Vanderwolf 2018
- Malassezia yamatoensis Sugita, M. Takash., Tajima, Tsuboi & A. Nishikawa 2004

Wykaz gatunków i nazwy naukowe na podstawie Index Fungorum.